# Motherland (série de televisão)
Motherland é uma série de televisão de comédia britânica ambientada em Londres, que examina as provações e traumas da maternidade. É estrelada por Anna Maxwell Martin como Julia, Diane Morgan como Liz, Paul Ready como Kevin e Lucy Punch como Amanda, entre uma variedade de personagens coadjuvantes.
Um episódio piloto, escrito por Graham Linehan, Sharon Horgan, Helen Serafinowicz e Holly Walsh foi transmitido pela primeira vez na BBC Two em 6 de setembro de 2016 como parte de sua "Sitcom Season". A BBC posteriormente solicitou a produção de uma série completa de seis episódios, que foi ao ar em 7 de novembro de 2017. A temporada segunda estreou na íntegra no serviço de streaming iPlayer em 7 de outubro 2019. A terceira temporada começou a ser transmitida na BBC2 em 10 de maio de 2021, com todos os cinco episódios sendo lançados no iPlayer no mesmo dia. Nos Estados Unidos, o programa é transmitido pela Sundance TV.

## Elenco
- Anna Maxwell Martin... Julia
- Lucy Punch... Amanda
- Diane Morgan... Liz
- Paul Ready... Kevin
- Phillipa Dunne... Anne
- Ellie Haddington... Marion
- Tanya Moodie... Meg
- Oliver Chris... Paul
- Jackie Clune... Mrs. Lamb
- Terry Mynott... Johnny
- Nick Nevern... Lee

## Episódios
| Temporada | Temporada         | Episódios | Episódios | Originalmente exibido  | Originalmente exibido  |
| Temporada | Temporada         | Episódios | Episódios | Estreia da temporada   | Final da temporada     |
| --------- | ----------------- | --------- | --------- | ---------------------- | ---------------------- |
|           | Piloto            | 1         | 1         | 9 de junho de 2016     | 9 de junho de 2016     |
|           | 1                 | 6         | 6         | 7 de novembro de 2017  | 12 de dezembro de 2017 |
|           | 2                 | 6         | 6         | 7 de outubro de 2019   | 11 de novembro de 2019 |
|           | Especial de Natal | 1         | 1         | 23 de dezembro de 2020 | 23 de dezembro de 2020 |
|           | 3                 | 5         | 5         | 10 de maio de 2021     | 10 de maio de 2021     |

## Recepção
A primeira temporada da série foi lançada com críticas favoráveis e detém um índice de aprovação de 82% no Rotten Tomatoes com base em 22 críticas. O consenso crítico do site diz "Motherland não faz rodeios, criando um retrato honesto e hilário da maternidade impulsionado por performances brilhantes de seu elenco experiente - embora para alguns telespectadores possa chegar perto demais".

## Prêmios e indicações
| Ano  | Prêmio                  | Categoria                  | Indicado                      | Resultado | Ref   |
| ---- | ----------------------- | -------------------------- | ----------------------------- | --------- | ----- |
| 2021 | Emmy Internacional 2021 | Melhor Série de Comédia    | Motherland: Especial de Natal | Indicado  | [ 6 ] |
| 2022 | BAFTA TV Awards         | Melhor Comédia Roteirizada | Motherland                    | Venceu    |       |